# Animal (album Keshy)
Animal – pierwszy album Keshy Rose Sebert, pochodzącej z USA piosenkarki znanej pod pseudonimem Kesha lub Ke$ha. Album został wydany 5 stycznia 2010 roku przez RCA Records. Piosenkarka współpracowała z takimi producentami jak: Dr. Luke, Benny Blanco, David Gamson, Greg Kurstin, Max Martin i inni. Teksty piosenek były pisane na podstawie doświadczeń wokalistki, opowiadają o złamanym sercu, chłopcach, miłości i dobrej zabawie. Muzycznie płyta nagrana jest w stylu dancepop, zawiera elementy electro i beaty typowe dla electropop.
Po wydaniu płyta otrzymała mieszane recenzję. Niektórzy krytycy chwalili zabawę, beztroski charakter, podczas gdy inni twierdzili, że album jest dziecinny i nieszczery. Spór wywołał także tak zwany auto-tune, niektórzy krytycy ocenili go jako zabawę, inni, że brzmi irytująco i że w rzeczywistości nie wiadomo czy zaśpiewała to Kesha. Album osiągnął szczyt listy w Grecji, Kanadzie i Ameryce Północnej. Dotarł także do pierwszej dziesiątki w siedmiu innych krajach. Na całym świecie sprzedał się w ponad milionowym nakładzie.
Z albumu zostały wydane cztery single. Singiel promujący wydawnictwo „Tik Tok”, został wydany 7 sierpnia 2009 roku. Utwór osiągnął pozycję pierwszą w dwunastu krajach, w tym Billboard Hot 100 i Canadian Hot 100. 19 lutego 2010 roku wypuszczono do rozgłośni radiowych drugi singiel zatytułowany „Blah Blah Blah”. Piosenka zadebiutowała na pozycji siódmej w USA i trzeciej w Kanadzie, w wyniku sprzedaży cyfrowej. Ponadto dotarł do Top 10 w czterech innych krajach. Trzeci singiel z płyty o tytule „Your Love Is My Drug” wydano 21 maja 2010 roku. Kompozycja dotarła do pierwszej dziesiątki w pięciu krajach, z czego w trzech dotarła do pierwszej piątki. Ostatni singiel „Take It Off” zadebiutował w pierwszej dziesiątce w trzech krajach oraz w pierwszej dwudziestce w pięciu innych.

## Rozwój
Początkowo olśniewająco śpiewała ponętną balladę country, która wskazuje że Kesha może wybrać jaką chce drogę. Następnie wykonała okropną piosenkę w stylu trip-hop. Ale w pewnym momencie zabrakło jej słów i zaczęła rapować, o tak: 'Jestem białą dziewczyną/z 'Ville/Nashville, suko. Uhh. Uhhhhh.’ Wtedy ja na to: 'OK, podoba mi się osobowość tej dziewczyny. Słuchając 100 płyt CD, ten rodzaj brawury i bezczelności wyróżnia.

Kesha nagrała kilka wersji demo, kiedy jedno z nich znalazło się w rękach Samanthy Cox, dyrektora BMI, która pracowała z Keshą i przekazała demo do kierownika Łukasza Gottwalda, znanego jako Dr. Luke. W wieku osiemnastu lat podpisała kontrakt z wytwórnia Dr. Luke Kemosabe Records. Łukasz był bardzo zajęty innymi projektami, dlatego Kesha podpisała kontrakt także z Davidem Sonenbergiem, menedżerem DAS. W DAS z Keshą pracowało kilku najlepszych pisarzy i producentów, którzy pomogli wypracować bit-nagłośniający Keshy. DAS szukało wytwórni płytowej dla Sebert, mimo wciąż trwającej umowy z Gottwaldem. Kara DioGuardi przedstawicielka A&R wytwórni Warner także była zainteresowana podpisaniem kontraktu z Keshą, ale trakcja się nie powiodła ze względu na warunki z umową Dr. Luke. Wkrótce po tym DAS i Kesha zakończyli współpracę, a Sebert na nowo zaczęła współpracę z Łukaszem. Pod koniec 2008 roku Dr. Luke pracował nad singlem Flo Ridy „Right Round” i wspólnie zdecydowali, że do piosenki trzeba kobiecego krzyku. Gottwald zdecydował, że Sebert zaśpiewa wspólnie z Flo Ridą, co zaowocowało wielomiesięcznym okupowaniem miejsc pierwszych w wielu krajach. Wydarzenie to doprowadziło do poszukiwania Keshy przez wiele wytwórni i w końcu udało jej się podpisać kontrakt z RCA Records. Kesha wyjaśniła, że postanowiła podpisać kontrakt z przedsiębiorstwem z powodu dobrych stosunków z kierownikiem A&R Rani Hancock, wyjaśniła to słowami: „Rani nigdy nie próbowała ocenzurować mnie, [...] i lubi być oblegana przez silne, inteligentne kobiety.”

## Tło i inspiracja
‘Animal’ to nazwa piosenki, mojego steezu [stylu], muszę powiedzieć. Nazwałam ją tak, ponieważ chcę aby ludzie gubili go podczas słuchania moich piosenek i udawali, że są w nich zwierzęcia, które powstrzymują. Społeczeństwo nauczyło nas pomijać pewne sprawy i nie robić pewnych rzeczy.

Kesha w ciągu siedmiu lat napisała ponad dwieście albumów na płytę, z czego tylko od dwunastu do czternastu mogło trafić na album. Kesha czuła, że album może być inspiracją, beztroską wiadomością dla młodych kobiet. „Dla dziewczyn myślę, że to jest inspirujący zapis, raz to jest zabawne, raz to jest bezczelne.” Powiedziała także: „Myślę, że ludzie mają potrzebę zabawy z czymkolwiek, dla czego mogą zrobić – makijaż, ubranie, muzykę, programy na żywo – nic nie trzeba brać na poważnie, nie bierz nic zbyt poważnie.” Kiedy zapytano ją jak album ustosunkował się do jej życia, wyjaśniła, że album jest całkowicie autobiograficzny. „Ja po prostu pisze jak żyję – dosłownie [...] Myślę, że to świetna piosenka pop o wszystkim i niczym, w każdej sytuacji.” Jako przykłady piosenek zacytowała „Stephen” i „Dinosaur”. „To są piosenki o facetach, których śledziłam, gdy miałam 15 lat, a piosenkę napisałam wspólnie z mamą, gdy miałam 16 i polubiłam je. Te utwory są narkotykami, wiem czym one są.” „Dinosaur” podszedł do mnie, „taki stary facet, który podwalał się do mnie i jego peruka nawet opadła, podobało mi się to, a ja do niego: 'o mój Boże, jesteś tak stary, jesteś prehistoryczny, jesteś jak dinozaur. D-I-N-O-S-A-ty jesteś dinozaurem.'” Wyjaśniając rozumowanie tytułu albumu, powiedziała:
„Wierzę, że dźwiękowo, następne nagranie może być grane. Ja i mój brat mieliśmy wcześniej głupi punkowy zespół, a ja kochałam muzykę pop i lubiłam muzykę wpadającą w ucho, ale myślę, że jestem opętana i jacyś krytycy mogą uznawać ją jako głupią muzykę pop. Myślę, że mam więcej gówien do zaoferowania więc uważam, że „Animal” jest miłym zapowiedzeniem następnej płyty, miejmy nadzieję.”

## Kompozycje

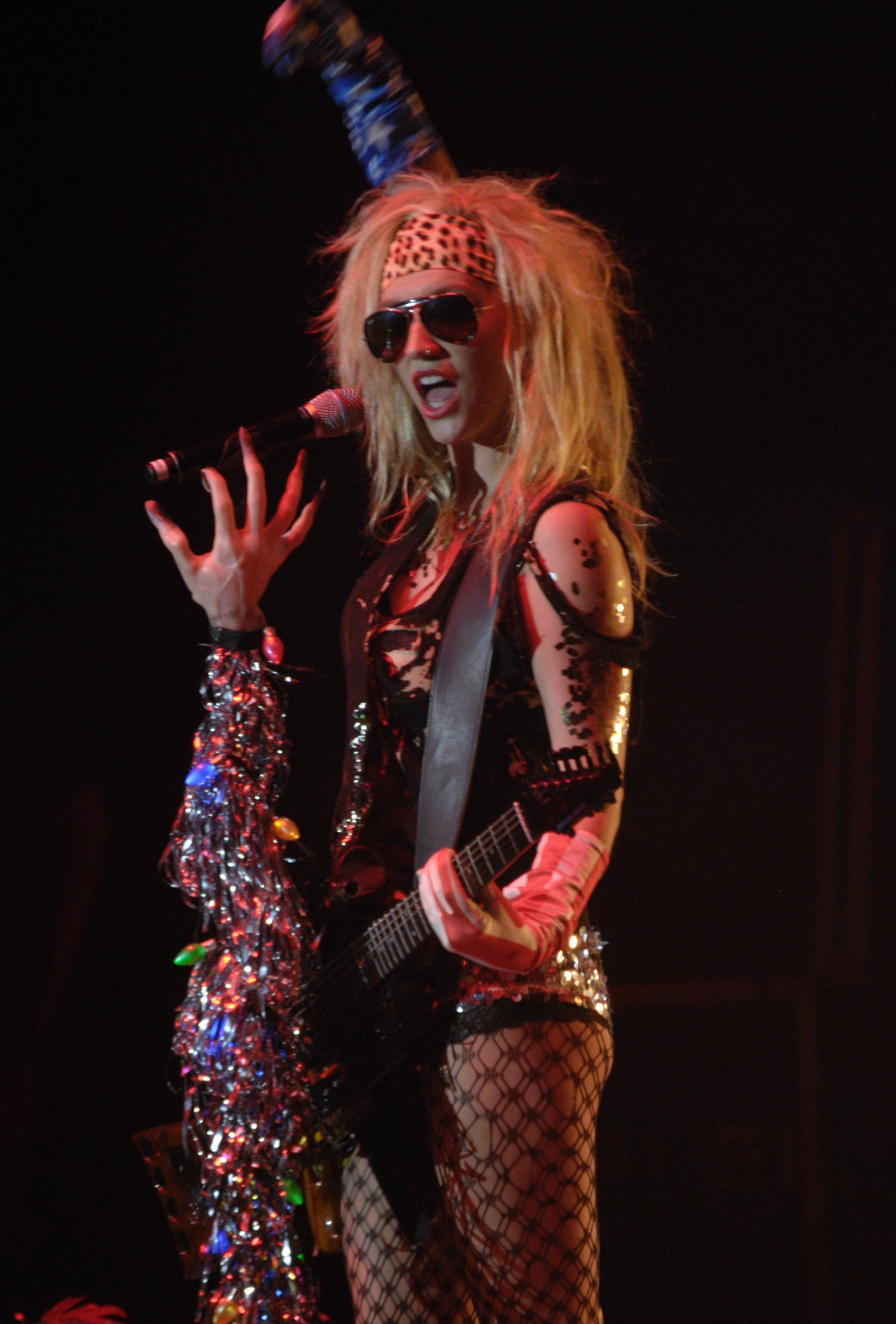
Kesha i „Tik Tok” na żywo.

Muzycznie Animal łączy elementy dance-popu, a w niektórych momentach nawet electro i electro-pop, w produkcji i bicie. Niektóre piosenki są podobne do tych z 1980 roku, tak jak „Party at a Rich Dude’s House”, którą David Jeffries z AllMusic porównał do ścieżki dźwiękowej do filmu Beztroskie lata w Ridgemont High. Na albumie użyto Auto-tune oraz Vocoder, które zmieniają głos Keshy oraz niektóre sample.
Jeffries zauważył, że album tekstowo opowiada o unikaniu rzeczywistości i prowadzeniu „śmieciowego trybu życia”, posługując się początkującymi słowami z „Your Love Is My Drug”: 'Może potrzebuje odwyku, a może tylko trochę snu. „Tik Tok” mówi o przebudzeniu się w domu Keshy, w Laurel Canyon, w otoczeniu atrakcyjnych koleżanek. Śpiewa, że czuje się jak Diddy, w drugiej zwrotce piosenki. Piosenka „Kiss n Tell” została napisana po tym jak Kesha odkrywa, że jej chłopak zdradza ją z wokalistką pop.
„Party at a Rich Dude’s House” zostało napisane po tym jak Kesha wymiotowała w szafie Paris Hilton, podczas imprezy w jej domu, z kolei „Backstabber”, zgodnie z przeżyciem Sebert, opowiada o „trochę głupiej dziewczynie, która była moją przyjaciółką, ale potajemnie próbowała mnie stoczyć w dół.” „Boots & Boys” jest „silną” piosenką przypominającą utwór „Suicide Blonde” zespołu INXS, ale z kobiecej strony. Daniel Brockman z The Phoenix opisał „Take It Off” jako mocną przeróbkę Auto-Tune, z przeróbką „There’s a Place in France”.

## Odbiór

### Sukces komercyjny

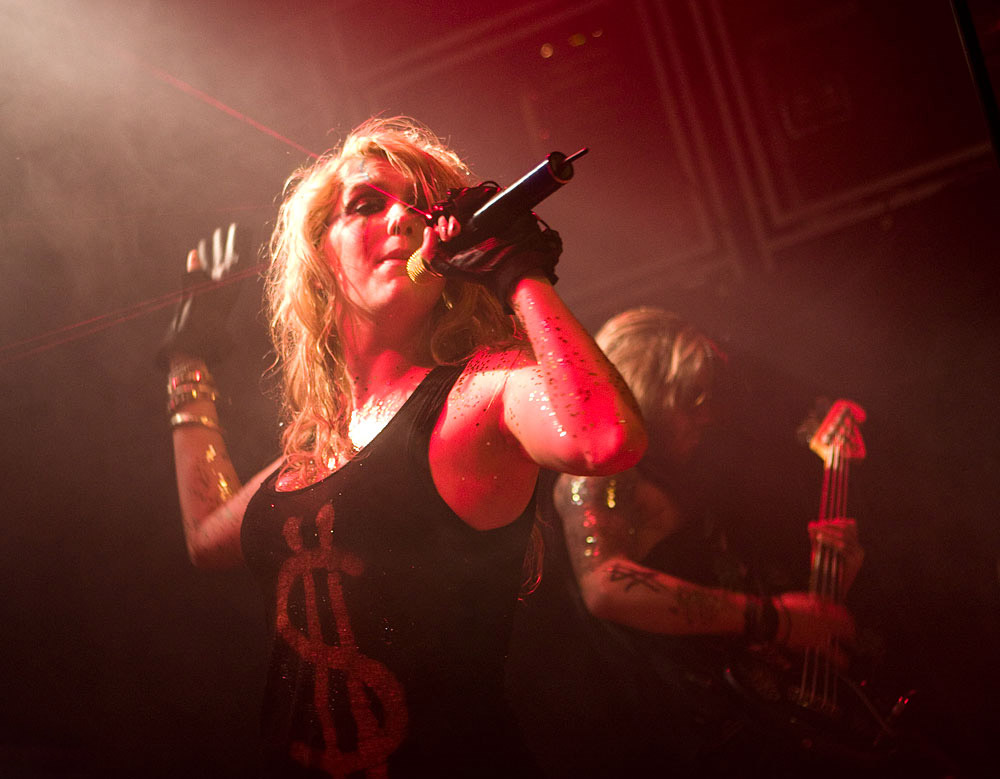
Kesha w Studiu Juste Pour Rire.

W Stanach na Billboard 200 Animal zadebiutowało na pierwszym miejscu ze sprzedażą 152 tys. egzemplarzy w tygodniu rozpoczynającym się 23 stycznia 2010 roku. W tym samym czasie „Tik Tok” także okupowało miejsce pierwsze, tyle że na Billboard Hot 100. Kesha stała się pierwszą artystką, której się to udało po Leonie Lewis z albumem Spirit i singlem Bleeding Love w 2008 roku. W październiku 2010 roku płyta otrzymała status platynowej na ARII, dzięki milionowej sprzedaży. Animal był dziesiątym najlepiej sprzedającym się albumem w Stanach w 2010 roku, ze sprzedażą 1,14 miliona kopii.
W Kanadzie album znalazł się na pozycji pierwszej, ze sprzedażą 16 tys. kopii, a później stał się najlepiej kupowaną płytą w tym kraju. W marcu 2010 roku płyta osiągnęła status platyny, dzięki 80 tys. sprzedaży.
Album został wydany miesiąc później w Wielkiej Brytanii i zadebiutował na pozycji ósmej na UK Albums Chart. W Australii natomiast wspiął się na pozycję czwartą, gdzie przebywał przez dwa tygodnie, zanim spadł na pozycję piątą. Album ten uzyskał status podwójnej platyny przez ARIĘ, ze sprzedażą 140 tys. egzemplarzy. Animal został wydany 11 stycznia 2010 roku w Nowej Zelandii i zadebiutował na pozycji szóstej. W lipcu 2010 osiągnął status złota, ze sprzedażą 7 500 sztuk. We wrześniu 2010 roku album sprzedał się w nakładzie dwóch milionów egzemplarzy na całym świecie.

## Single
- „Tik Tok” został wydany jako singiel inauguracyjny na całym świecie 7 sierpnia 2009 roku, poprzez dystrybucję cyfrową[45]. Po wydaniu piosenka otrzymała mieszane recenzje. Niektórzy chwalili ją za styl życia celebryty, a inni krytykowali że utwór brzmi „drażniąco” i jest zbyt podobny do innych utworów w wykonaniu m.in. Lady Gagi i Uffie[46]. Kompozycja osiągnęła wielki sukces poprzez zadebiutowanie na pierwszym miejscu w jedenastu krajach świata[47] oraz w pierwszej dziesiątce w wielu innych. Piosenka uplasowała się na szczycie Billboard Hot 100 i przebywała tam przez dziewięć kolejnych tygodni[48].
- „Blah Blah Blah” został wydany jako drugi singiel z albumu 19 lutego 2010 roku. Piosenka była notowana, wraz z dwoma nie-singlami jeszcze przed wydaniem, z powodu silnej sprzedaży cyfrowej[49]. Utwór zadebiutował w pierwszej dziesiątce w trzech krajach, z czego w Australii znalazł się na najwyższej pozycji z tych trzech[50]. Singel został dobrze przyjęty przez wielu krytyków muzycznych, z których większość chwaliła śmiałe słowa Keshy w połączeniu z Auto-tunem[51]. Choć opinie były głównie pozytywne, częste skargi wśród krytyków były spowodowane pojawieniem się 3OH!3 w utworze[51].
- „Your Love Is My Drug” wydano jako trzeci singiel z albumu. Piosenka otrzymała mieszane, jak i pozytywne recenzje. Niektórzy krytyce pochwalili utwór za energię, ale mieli mieszane odczucia co do refrenu. Kilku chwaliło Keshę za „silny popowy refren”, a inni uważali, że jest on „nudny i przewidujący[52][53]”. Kompozycja dotarła do pierwszej dziesiątki w USA, Kanadzie i Australii, debiutując kolejno na: czwartym, szóstym i trzecim miejscu[48]. Kompozycja we wszystkich trzech krajach stała się trzecim singlem z rzędu, który dotarł do pierwszej dziesiątki. Singiel znalazł się ponadto w pierwszej dziesiątce w pięciu innych państwach[53].
- „Take It Off” ukazał się 13 lipca 2010 roku jako czwarty singiel z albumu. Po wydaniu kompozycja otrzymała mieszane, a czasem nawet pozytywne opinie od krytyków muzycznych. Wspólną krytyką było nadmiernie przetworzone wokalu z wykorzystaniem auto-tune[52][53]. Inni krytycy pochwalili piosenkę za jej beztroskie uczucie tańca i chwytliwość[54]. Ze względu na silną sprzedaż muzyki cyfrowej piosenka była notowana w Stanach Zjednoczonych, Wielkiej Brytanii i Kanadzie, zanim ogłoszono ją singlem. Po wydaniu kompozycja dotarła do pierwszej dziesiątki w Kanadzie, Australii i Stanach Zjednoczonych oraz do pierwszej dwudziestki w Irlandii, Wielkiej Brytanii i Nowej Zelandii[55].

## Promocja
Aby promować album, Kesha występowała na całym świecie. Jej pierwszy występ odbył się na MTV Push, który nadawał program w MTV Networks na całym świecie. Dała także kilka występów telewizyjnych w Ameryce Północnej, w: It’s On with Alexa Chung, The Wendy Williams Show, Lopez Tonight, Late Night with Jimmy Fallon, The Tonight Show with Conan O’Brien i w The Ellen DeGeneres Show. „Blah Blah Blah” wykonała 18 stycznia 2010 w MuchOnDemand.
W Wielkiej Brytanii Kesha dała dwa występy w telewizji, by promować album i singiel „Blah Blah Blah”. Pierwszym z nich był występ 18 lutego w Alan Carr: Chatty Man. Kesha występowała również w programie GMTV. Utwór „Blah Blah Blah” Sebert wykonała także w American Idol 17 marca 2010 roku. Podczas występu miała umalowane oczy brokatem, jej tancerze byli przebrani za chodzące telewizory, które emitowały flagę Ameryki, sowę i czaszkę. Występowi towarzyszyła grupa 3OH!3.
Kesha wykonała „Your Love Is My Drug” i „Tik Tok” w Saturday Night Live 17 kwietnia 2010 roku. 29 maja 2010 roku także zaśpiewała „Your Love Is My Drug”, a wcześniej „Tik Tok” podczas gali MTV Video Music Awards w Japonii. Dała krótki koncert podczas BBC Radio 1's Big Weekend. 13 sierpnia 2010 roku Kesha wykonała „Take It Off”, a wcześniej „Your Love Is My Drug” i „Tik Tok” na NBC’s Today. Jej wykonanie „Backstabber” w Bud Light Hotel Super Bowl 5 lutego 2011 roku zostało nadawane 9 lutego na kanale Jimmy Kimmel Live!.

## Lista utworów
| Nr. | Tytuł piosenki                     | Autor i współtwórcy tekstu piosenki                | Producent/Producenci         | Czas |
| --- | ---------------------------------- | -------------------------------------------------- | ---------------------------- | ---- |
| 1.  | „Your Love Is My Drug”             | Kesha Sebert, Pebe Sebert, Joshua Coleman          | Dr. Luke, Benny Blanco, Ammo | 3:06 |
| 2.  | "Tik Tok”                          | K. Sebert, Lukasz Gottwald, Benjamin Levin         | Dr. Luke, Benny Blanco       | 3:19 |
| 3.  | „Take It Off”                      | K. Sebert, Gottwald, Claude Kelly                  | Dr. Luke                     | 3:35 |
| 4.  | „Kiss n Tell”                      | K. Sebert, Gottwald, Max Martin, Shellback         | Dr. Luke, Max Martin         | 3:27 |
| 5.  | „Stephen”                          | K. Sebert, David Gamson, P. Sebert, Oliver Leiber  | David Gamson, Oliver Leiber  | 3:32 |
| 6.  | „Blah Blah Blah” (featuring 3OH!3) | K. Sebert, Levin, Neon Hitch, Sean Foreman         | Benny Blanco                 | 2:52 |
| 7.  | "Hungover”                         | K. Sebert, Gottwald, Martin, Shellback             | Dr. Luke, Max Martin, Ammo   | 3:52 |
| 8.  | „Party at a Rich Dude’s House”     | K. Sebert, Shellback, Levin                        | Shellback, Benny Blanco      | 2:55 |
| 9.  | „Backstabber”                      | K. Sebert, Gamson, Marc Nelkin, Jon Ingoldsby      | David Gamson                 | 3:06 |
| 10. | „Blind”                            | K. Sebert, Gottwald, Levin, Coleman                | Dr. Luke, Benny Blanco, Ammo | 3:17 |
| 11. | „Dinosaur”                         | K. Sebert, Martin, Shellback                       | Max Martin, Shellback        | 2:55 |
| 12. | „Dancing with Tears in My Eyes”    | K. Sebert, Gottwald, Levin, Kelly                  | Dr. Luke, Benny Blanco       | 3:29 |
| 13. | „Boots & Boys”                     | K. Sebert, Tom Neville, Olivia Nervo, Miriam Nervo | Tom Neville                  | 2:56 |
| 14. | „Animal”                           | K. Sebert, Gottwald, Greg Kurstin, P. Sebert       | Greg Kurstin                 | 3:57 |

| Międzynarodowy bonus                                      |
| --------------------------------------------------------- |
| 15. „VIP” - K. Sebert, Neville, O. Nervo, M. Nervo - 3:31 |

| UK i Irlandzki bonus |
| --- |
| 15. „VIP” - K. Sebert, Neville, O. Nervo, M. Nervo - 3:31 16. „Dirty Picture Pt. 2” (featuring Taio Cruz) – Cruz, Fraser T. Smith - 3:40 |

| Japońska i Australijska edycja deluxe |
| --- |
| 15. „VIP” - K. Sebert, Neville, O. Nervo, M. Nervo - 3:31 16. „C U Next Tuesday” - K. Sebert, David Gamson, Marc Nelkin – 3:52 17. „Tik Tok” (Wolfedelic Club Mix) – K. Sebert, Gottwald, Levin – 6:16 18. „Tik Tok” (Fred Falke Club Remix) – K. Sebert, Gottwald, Levin – 6:42 |

| Japońska edycja limitowana i Australijska edycja deluxe (DVD) |
| --- |
| 1. „Dinosaur” (Live in London) 2. „Blah Blah Blah” (Live in London) 3. „Party at a Rich Dude’s House” (Live in London) 4. „Tik Tok” (Live in London) 5. „Blah Blah Blah” (Music video) 6. „Tik Tok” (Music video) 7. „Your Love Is My Drug” (Music video; Australian bonus) 8. „Manchester” (Webisode- Kesha on the Road) 9. „The Showcase” (Webisode- Kesha on the Road) 10. „London” (Webisode- Kesha on the Road) 11. „Amsterdam” (Webisode- Kesha on the Road) 12. „G.A.Y” (Webisode- Kesha on the Road) 13. „Behind the Scenes at TVC” (Webisode- Kesha on the Road) |

### Animal + Cannibal
Początkowo planowano wydać Cannibal jako tylko reedycję albumu Animal, ale został wydany w edycji deluxe oraz jako samodzielne EP. Minialbum jest „dziewięcio-piosenkowym” uzupełnieniem płyty Animal. Oryginalnie planowano wydać na albumie od czterech do ośmiu utworów, jednak wydano dziewięć, w tym jeden remiks.
| Animal (Dysk 1) |
| --- |
| 1. „Your Love Is My Drug” – 3:06 2. „Tik Tok” – 3:19 3. „Take It Off” – 3:35 4. „Kiss n Tell” – 3:27 5. „Stephen” – 3:32 6. „Blah Blah Blah” (featuring 3OH!3) – 2:52 7. „Hungover” – 3:52 8. „Party at a Rich Dude’s House” – 2:55 9. „Backstabber” – 3:06 10. „Blind” – 3:17 11. „Dinosaur” – 2:55 12. „Dancing with Tears in My Eyes” – 3:29 13. „Boots & Boys” – 2:56 14. „Animal” – 3:57 |

| UK i Irlandzki bonus |
| --- |
| 15. „VIP” - K. Sebert, Neville, O. Nervo, M. Nervo - 3:31 16. „Dirty Picture Pt. 2” (featuring Taio Cruz) – Cruz, Fraser T. Smith - 3:40 |

| Cannibal (Dysk 2) |
| --- |
| 1. „Cannibal” – Kesha Sebert, Joshua Coleman, Mathieu Jomphe, Pebe Sebert – Ammo, Billboard – 3:14 2. „We R Who We R” – Kesha Sebert, Lukasz Gottwald, Benjamin Levin, Joshua Coleman – Dr. Luke, Benny Blanco, Ammo – 3:24 3. „Sleazy” – K. Sebert, Gottwald, Levin, Shondrae Crawford, Klas Åhlund – Dr. Luke, Benny Blanco, Bangladesh – 3:25 4. „Blow” – K. Sebert, Gottwald, Levin, Åhlund, Max Martin, Allan Grigg – Dr. Luke, Benny Blanco, Max Martin – 3:40 5. „The Harold Song” – K. Sebert, Coleman – Ammo – 3:58 6. „Crazy Beautiful Life” – K. Sebert, Gottwald, Martin, Pebe Sebert – Dr. Luke – 2:50 7. „Grow A Pear” – K. Sebert, Gottwald, Levin, Martin – Dr. Luke, Benny Blanco, Max Martin – 3:28 8. „C U Next Tuesday” – K. Sebert, David Gamson, Marc Nelkin – 3:45 9. „Animal” (Billboard Remix) – K. Sebert, Gottwald, Greg Kurstin, P. Sebert – Billboard – 4:15 10. „Stephen” (Video) – K. Sebert, David Gamson, P. Sebert, Oliver Leiber – David Gamson, Oliver Leiber – 3:32 11. „Animal” (Video) – K. Sebert, Gottwald, Greg Kurstin, P. Sebert – Greg Kurstin – 3:57 12. „Take It Off” (K$ N’ Friends Version Video) – K. Sebert, Gottwald, Claude Kelly – Dr. Luke – 3:35 |

| UK i Irlandzki bonus |
| --- |
| 10. „The Sleazy Remix” (featuring Andre 3000) - K. Sebert, Gottwald, Levin, Shondrae Crawford, Klas Åhlund, A. Benjamin - 3:48 |

## Personel
| - Matt Beckley – inżynier dźwięku - Benny Blanco – perkusja, instrumenty klawiszowe, programowanie, producent muzyczny, inżynier dźwięku, - Anita Marisa Boriboon – dyrektor artystyczny, design - Graham Bryce – wokal - Joshua Coleman – kompozytor - Emily De Groot – stylista - Megan Dennis – koordynacja produkcji - Shelby Duncan – fotograf - Eric Eylands – asystent - Saraj Fiszel – make-up - Sean Foreman – kompozytor - David Gamson – kompozytor, programowanie, producent, inżynier, - Chris Gehringer – mastering - Serban Ghenea – miksowanie - Erwin Gorostiza – dyrektor kreatywny - Aniela Gottwald – wokal, asystent - Łukasz „Doctor Luke” Gottwald – kompozytor, gitara, perkusja, instrumenty klawiszowe, programowanie, producent, inżynier, producent wykonawczy, edycja wokalu, wokal - Tatiana Gottwald – wokal, asystent - Rani Hancock – A&R - John Hanes – inżynier - Neon Hitch – kompozytor - Sam Holland – inżynier - Jim Hynes – trąbka - Jon Ingoldsby – kompozytor - Clarke Kelly – kompozytor - Claude Kelly – kompozytor, wokal | - Greg Kurstin – kompozytor, instrumenty klawiszowe, programowanie, producent, inżynier - Oliver Leiber – kompozytor, producent, inżynier - Benjamin Levin – kompozytor - Max Martin – kompozytor, instrumenty klawiszowe, producent, inżynier - Ramsell Martinez – fryzjer - Marc Nelkin – kompozytor - Miriam Nervo – kompozytor, wokal, wokal producenta - Olivia Nervo – kompozytor, wokal, wokal producenta - Tom Neville – aranżeria, kompozytor, producent, inżynier, oprzyrządowanie - Pickleheadz – wokal - Tim Roberts – mieszanie asystentów - Becky Scott – koordynacja produkcji - Kesha Sebert – wokal, kompozytor, akordeon, cowbell, gwizdek - Pebe Sebert – kompozytor - Shellback – kompozytor, programowanie, producent, inżynier, gwizdek - Vanessa Silberman – asystent produkcji, koordynacja produkcji - Gary „G” Silver – koordynacja produkcji - Andrew Snitzer – saksofon - Yasmin Than – stylista - Seth Waldmann – inżynier - Emily Wright – inżynier, edycja wokalu |

Źródło: iTunes

## Pozycje na listach i certyfikaty
| Notowanie (2010)                    | Najwyższa pozycja |
| ----------------------------------- | ----------------- |
| Australia (ARIA Charts)             | 4                 |
| Austria Ö3 Austria Top 40           | 4                 |
| Belgia (Ultratop Flandria)          | 32                |
| Belgia (Ultratop Walonia)           | 22                |
| Brazylia (ABDP)                     | 16                |
| Finlandia (Finland’s Official List) | 43                |
| Francja (SNEP)                      | 11                |
| Grecja (IFPI Greece)                | 1                 |
| Hiszpania (PROMUSICAE)              | 62                |
| Holandia (MegaCharts)               | 52                |
| Irlandia (IRMA)                     | 8                 |
| Kanada (Canadian Albums Chart)      | 1                 |
| Japonia (Oricon)                    | 3                 |
| Meksyk (AMPROFON)                   | 27                |
| Niemcy (Media Control Charts)       | 7                 |
| Norwegia (VG-Lista)                 | 36                |
| Nowa Zelandia (RIANZ)               | 6                 |
| Polska (OLiS)                       | 44                |
| Szwajcaria (Schweizer Hitparade)    | 3                 |
| Włochy (FIMI)                       | 22                |
| Wielka Brytania (UK Albums Chart)   | 8                 |
| Stany Zjednoczone (Billboard 200)   | 1                 |
| Świat (World Albums Top 40)         | 3                 |

| Państwo           | Status  |
| ----------------- | ------- |
| Australia         | Platyna |
| Austria           | Złoto   |
| Kanada            | Platyna |
| Japonia           | Złoto   |
| Nowa Zelandia     | Złoto   |
| Polska            | Złoto   |
| Stany Zjednoczone | Platyna |

## Sprzedaż płyty
| Tydzień # | Pozycja | Sprzedaż tygodniowa | Całkowita sprzedaż |
| --------- | ------- | ------------------- | ------------------ |
| 1         | 3       | 168 tys.            | 168 tys.           |
| 2         | 7       | 81 tys.             | 249 tys.           |
| 3         | 14      | 50 tys.             | 299 tys.           |
| 4         | 15      | 50 tys.             | 349 tys.           |
| 5         | 12      | 70 tys.             | 419 tys.           |
| 6         | 16      | 74 tys.             | 493 tys.           |
| 7         | 11      | 67 tys.             | 560 tys.           |
| 8         | 9       | 67 tys.             | 627 tys.           |
| 9         | 13      | 60 tys.             | 687 tys.           |
| 10        | 19      | 55 tys.             | 742 tys.           |
| 11        | 13      | 58 tys.             | 800 tys.           |
| 12        | 19      | 49 tys.             | 849 tys.           |
| 13        | 15      | 58 tys.             | 907 tys.           |
| 14        | 11      | 46 tys.             | 953 tys.           |
| 15        | 13      | 52 tys.             | 1005 tys.          |
| 16        | 16      | 44 tys.             | 1049 tys.          |
| 17        | 16      | 39 tys.             | 1088 tys.          |
| 18        | 19      | 40 tys.             | 1128 tys.          |
| 19        | 12      | 49 tys.             | 1177 tys.          |
| 20        | 17      | 43 tys.             | 1220 tys.          |
| 21        | 15      | 44 tys.             | 1264 tys.          |
| 22        | 12      | 48 tys.             | 1312 tys.          |
| 23        | 19      | 41 tys.             | 1.353 tys.         |

## Historia wydania
| Region            | Data             | Wytwórnia                      |
| ----------------- | ---------------- | ------------------------------ |
| Dania             | 1 stycznia 2010  | Sony Music                     |
| Włochy            | 1 stycznia 2010  | Sony Music                     |
| Filipiny          | 1 stycznia 2010  | Sony Music                     |
| Korea Południowa  | 4 stycznia 2010  | Sony Music                     |
| Kanada            | 5 stycznia 2010  | Sony Music                     |
| Hiszpania         | 5 stycznia 2010  | Sony Music                     |
| Stany Zjednoczone | 5 stycznia 2010  | RCA                            |
| Australia         | 8 stycznia 2010  | Sony Music                     |
| Nowa Zelandia     | 11 stycznia 2010 | Sony Music                     |
| Tajlandia         | 21 stycznia 2010 | Sony Music                     |
| Francja           | 25 stycznia 2010 | Sony Music                     |
| Brazylia          | 28 stycznia 2010 | Sony Music                     |
| Wielka Brytania   | 1 lutego 2010    | Columbia                       |
| Argentyna         | 23 lutego 2010   | Sony Music                     |
| Japonia           | 12 maja 2010     | Sony Music Entertainment Japan |
| Australia         | 16 lipca 2010    | Sony Music                     |

| Region            | Data              | Wytwórnia                |
| ----------------- | ----------------- | ------------------------ |
| Australia         | 19 listopada      | Sony Music Entertainment |
| Kanada            | 22 listopada 2010 | Sony Music Entertainment |
| Filipiny          | 22 listopada 2010 | Sony Music Entertainment |
| Nowa Zelandia     | 22 listopada 2010 | Sony Music Entertainment |
| Stany Zjednoczone | 22 listopada 2010 | RCA Records              |
| Brazylia          | 20 grudnia 2010   | Sony Music Entertainment |
| Wielka Brytania   | 31 stycznia 2011  | Columbia                 |